# Bisbat de Linares (Mèxic)
El bisbat de Linares (espanyol: Diócesis de Linares, llatí: Dioecesis Linarina) és una seu de l'Església Catòlica a Mèxic, sufragània de l'arquebisbat de Monterrey, i que pertany a la regió eclesiàstica Noreste. Al 2013 tenia 360.000 batejats sobre una població de 407.000 habitants. Actualment està regida pel bisbe Hilario González García.

## Territori
La diòcesi comprèn els següents municipis de la part centre-meridional de l'estat mexicà de Nuevo León: Los Aldamas, Doctor Coss, General Bravo, China, General Terán, Montemorelos, Linares, Hualahuises, Rayones, Galeana, Iturbide, Aramberri, Doctor Arroyo, General Zaragoza i Mier y Noriega.
La seu episcopal és la ciutat de Linares, on es troba la catedral de Sant Felip.
El territori s'estén sobre 33.453 km², i està dividit en 22 parròquies.

## Història
La primera diòcesi de Linares va ser erigida el 15 de desembre de 1777 mitjançant la butlla Relata semper del Papa Pius VI, i actualment es correspon a l'arquebisbat de Monterrey.
L'actual diòcesi de Linares va ser erigida 30 d'abril de 1962 mitjançant la butlla 'Proficientibus del Papa Joan XXIII, i actualment es correspon a l'arquebisbat de Monterrey.

## Cronologia episcopal
- Anselmo Zarza Bernal † (24 de maig de 1962 - 13 de gener de 1966 nomenat bisbe de León)
- Antonio Sahagún López † (18 de juliol de 1966 - 31 d'octubre de 1973 renuncià)
- Rafael Gallardo García, O.S.A. (11 de juliol de 1974 - 21 de maig de 1987 nomenat bisbe de Tampico)
- Ramón Calderón Batres (12 de febrer de 1988 - 19 de novembre de 2014 jubilat)
- Hilario González García, des del 19 de novembre de 2014

## Estadístiques
A finals del 2013, la diòcesi tenia 360.000 batejats sobre una població de 407.000 persones, equivalent al 88,5% del total.
| any  | població | població | població | sacerdots | sacerdots       | sacerdots       | sacerdots             | diaques | religiosos | religiosos | parròquies |
| ---- | -------- | -------- | -------- | --------- | --------------- | --------------- | --------------------- | ------- | ---------- | ---------- | ---------- |
| any  | batejats | total    | %        | total     | clergat secular | clergat regular | batejats por sacerdot | diaques | homes      | dones      |            |
| 1965 | 223.100  | 230.000  | 97,0     | 17        | 17              |                 | 13.123                |         |            | 51         | 10         |
| 1968 | 228.100  | 240.000  | 95,0     | 20        | 20              |                 | 11.405                |         |            | 52         | 11         |
| 1976 | 280.000  | 305.000  | 91,8     | 28        | 28              |                 | 10.000                |         |            | 59         | 13         |
| 1980 | 287.000  | 314.000  | 91,4     | 26        | 26              |                 | 11.038                |         |            | 74         | 13         |
| 1990 | 390.000  | 420.000  | 92,9     | 33        | 33              |                 | 11.818                |         |            | 51         | 14         |
| 1999 | 202.210  | 238.406  | 84,8     | 37        | 35              | 2               | 5.465                 |         | 2          | 45         | 21         |
| 2000 | 202.210  | 238.210  | 84,9     | 41        | 39              | 2               | 4.931                 |         | 2          | 59         | 21         |
| 2001 | 202.210  | 238.210  | 84,9     | 35        | 33              | 2               | 5.777                 |         | 2          | 55         | 21         |
| 2002 | 222.431  | 262.031  | 84,9     | 36        | 34              | 2               | 6.178                 |         | 2          | 55         | 21         |
| 2003 | 244.674  | 288.234  | 84,9     | 39        | 37              | 2               | 6.273                 |         | 4          | 55         | 21         |
| 2004 | 269.141  | 317.057  | 84,9     | 38        | 36              | 2               | 7.082                 |         | 4          | 58         | 21         |
| 2013 | 360.000  | 407.000  | 88,5     | 42        | 39              | 3               | 8.571                 |         | 3          | 55         | 22         |